# Alstroemeria umbellata
Alstroemeria umbellata är en alströmeriaväxtart som beskrevs av Franz Julius Ferdinand Meyen. Alstroemeria umbellata ingår i släktet alströmerior, och familjen alströmeriaväxter. Inga underarter finns listade i Catalogue of Life.